# Juan José Moreno Cuenca
Juan José Moreno Cuenca (Barcelona, 19 de noviembre de 1961-Badalona, 19 de diciembre de 2003) fue un delincuente español conocido como el Vaquilla.

## Biografía
Su padre biológico, Juan José Ugal, murió antes de que naciera durante un enfrentamiento con la Guardia Civil en el barrio de La Torrassa, en Hospitalet de Llobregat. Por aquel entonces vivían en El Prat de Llobregat. Al poco de nacer se mudaron al barrio de Cinco Rosas de San Baudilio de Llobregat. Inició su carrera delictiva a los 9 años, cuando su familia, de etnia gitana, se trasladó al Campo de la Bota de Barcelona. Se hizo famoso por robar coches y escapar con ellos de la policía a gran velocidad durante largas persecuciones, para lo que tenía que utilizar almohadones y zancos, pues por su corta edad no llegaba a los pedales. 
Unos años más tarde, a la edad de 13 años, mató a una persona durante uno de sus atracos, al pasar con el coche que conducía por encima de una mujer después de que esta cayera al suelo tras arrancarle el bolso. 
Finalmente recaló en el barrio de La Mina de San Adrián de Besós, donde vivió con algunos de sus hermanos.
Su adicción a la heroína le hizo infectarse con VIH. No se contaba entonces con los adelantos farmacológicos actuales, y podía desembocar en SIDA. Era habitual en los reformatorios hasta los 15 años, edad en la que ingresó en la Cárcel Modelo. En 1984 fue líder de un espectacular motín en la Modelo. Durante el tiempo que estuvo en prisión cursó estudios de Periodismo y Derecho; buscaba cómplices, «tenía labia y solía guiñar el ojo». Más tarde fue trasladado al Centro Penitenciario de Murcia, en Sangonera la Verde. Residió un tiempo en la localidad de Monteagudo antes de regresar a Barcelona. 
En 1985 se estrenó la película Yo, «el Vaquilla», de José Antonio de la Loma, basado en el libro homónimo del propio Juan José Moreno Cuenca, en la que es interpretado por Raúl García Losada, y en la que también participa él mismo contándole parte de su historia al periodista Xavier Vinader.
Falleció de cirrosis en el hospital de Can Ruti de Badalona el 19 de diciembre de 2003. Tenía 42 años e iba a salir de prisión tres años más tarde, el 3 de febrero de 2007. Tanto Juan José como su madre, Rosa Cuenca Navarro, y sus hermanos Antonio, Julián, Miguel e Isabel, están enterrados en un pequeño panteón familiar en el Cementerio de Gerona.

## El mito
- Grupos musicales de rumba como Los Chichos, Los Chunguitos y los Bordón 4 le dedicaron diversas canciones, donde generalmente se le describe como un delincuente de buen corazón.
- Su biografía, titulada El Vaquilla: Hasta la libertad, repasa su carrera delictiva y denuncia el sistema penitenciario como inhumano e incapaz de rehabilitar a las personas cuyos orígenes les impidieron tener una vida normal.
- Ismael Serrano le dedicó tras su muerte una canción llamada «Elegía».
- El grupo punk Hachazo le dedicó la canción «La útima pelea».
- Javier Cercas se inspiró principalmente en el Vaquilla para crear al personaje del Zarco de su novela Las leyes de la frontera (2012).
- El rapero madrileño el Coleta ha hecho varias referencias al Vaquilla en sus canciones, como por ejemplo en «Esto es el principio», título sacado de una frase que el propio Juan José Moreno Cuenca llegó a decir.